# Thomas Dworzak
Thomas Dworzak (Kötzting, Alemania, 1972) es un fotógrafo alemán.
Comenzó a trabajar profesionalmente como fotógrafo durante diversos viajes por países de Europa del Este y Oriente Medio cuando aún realizaba estudios secundarios. Residió un tiempo en Ávila (España), Praga y Moscú, fijando finalmente su residencia entre esta última ciudad y París. Al principio de la década de 1990 se trasladó como reportero de guerra a Yugoslavia para cubrir la guerra que allí tenía lugar por la desintegración de la república. Más tarde se desplazó a Tiflis en Georgia donde cubrió la primera y segunda guerra chechena hasta 1998.
En 1999 viajó a Kosovo, territorio que conocía de su anterior viaje a Yugoslavia ocho años atrás, para atender el conflicto de la zona y los ataques de la OTAN, para distintos medios y agencias de noticias estadounidenses. Continuó después con los conflictos de toda la región del Cáucaso y Macedonia. A raíz de la Guerra de Irak, se desplazó por oriente y trabajó en Kuwait, Jordania, Afganistán y Pakistán.
Trabaja para diarios como el The New York Times, Paris Match y el New Yorker entre otros. Ha ganado varios premios de prestigio internacional como el World Press Photo y el Premio Kodak y es miembro de la Agencia Magnum.